# Џон Пертви
Џон Девон Роланд Пертви (енгл. John Devon Roland Pertwee; Челси, 7. јул 1919 — Конектикат, 20. мај 1996) био је британски глумац. Пертви је најпознатији по улози Трећег Доктора у научно-фантастичној серији Доктор Ху.
Пертвијев син је познати глумац Шон Пертви.